# Ik zen ni de bank
Ik zen ni de bank is een Nederlandstalige single van de Belgische rapster Slongs Dievanongs uit 2013.
Het nummer kwam binnen in de Vlaamse top 10 op 26 oktober 2013, alwaar het piekte op een tweede plaats; het verbleef er 5 weken. Tevens verbleef het 5 weken in de Ultratip, alwaar het piekte op een tweede plaats.
In 2015 nam Christoff – in het kader van het VTM-programma Liefde voor Muziek – het nummer onder handen.